# Cycles
"Cycles" (estilizada como "cycles") é uma canção da cantora e compositora sueca Tove Lo, contida em seu terceiro álbum de estúdio, Blue Lips (2017). Foi lançada em 17 de novembro de 2017 como um single promocional. Foi composta pela própria juntamente com Joe Janiak, Jakob Jerlström e Ludvig Söderberg e produzido por The Struts. Liricamente, fala sobre estar preso em um loop de relacionamento sem fim. Um videoclipe dirigido por Malia James foi lançado em 4 de dezembro de 2018.

## Composição
"Cycles" é uma música synth-pop de três minutos e vinte e oito segundos, escrita por Tove Lo, Joe Janiak, Jakob Jerlström e Ludvig Söderberg e produzida por The Sturts. Escrita na chave de sol maior, "Cycles" tem um ritmo de 105 batidas por minuto e apresenta "produção de choro de bebê, está pingando com auto-depreciação". Liricamente, a música é sobre estar preso em um loop de relacionamento sem fim, indicado pelas linhas: "Como posso muda-lo se não sei quando estou nele? / Estou em um ciclo / Juro que dessa vez é diferente / Não quero que acabe / Se você sair, vou continuar rodando". De acordo com Xavier Piedra da Billboard, ela "canta no refrão enquanto segura a cabeça em frustração".

## Recepção critica
Danny Madion, do The Michigan Daily, escreveu que a música "conduz os ouvintes por uma narrativa de se apaixonar por um ex-amante. É triste e sério, mas não leva a um refrão notável que você cantaria no carro." Alex Clarke, do The Observer, descreveu "Cycles" e "Stranger" como "representações honestas de amor que não são nada clichês".

## Vídeo musical
O videoclipe de "Cycles" foi dirigido por Malia James e foi lançado em 4 de dezembro de 2018 em seu canal oficial no Vevo. Foi filmado como um one-shot — em uma tomada longa por uma única câmera — e foi inicialmente visualizado em seu curta-metragem Blue Lips na cena pós-créditos, onde ela gira em uma cadeira enquanto a câmera circula em torno dela em um movimento borrado enquanto as luzes piscam por todo o seu corpo.

## Créditos e pessoal
Créditos adaptados do Tidal.
- Tove Lo — vocais, composição, letras
- Ludvig Söderberg — composição
- Joe Janiak — composição
- Jakob Jerlström — composição, vocalista de apoio
- The Struts — produtor, programação
- Chris Gehringer — engenheiro de masterização
- John Hanes — assistente de mixagem
- Serban Ghenea — mixagem

## Desempenho nas tabelas musicais
| Tabela musical (2017)      | Melhor posição |
| -------------------------- | -------------- |
| Suécia (Sverigetopplistan) | 7              |